# Marcelo Ortiz
Francisco Marcelo Ortiz Filho GOMM (Penápolis, 26 de dezembro de 1934) é um professor universitário, advogado e político brasileiro filiado ao Partido Social Liberal (PSL).

## Carreira
Atualmente é filiado ao Partido Social Liberal (PSL). Elegeu-se deputado federal em 2002 e reelegeu-se em 2006. É advogado desde 1962, tendo sido presidente da 19ª seção da seccional paulista da Ordem dos Advogados do Brasil de Guaratinguetá de 2001 a 2003.
Como professor universitário, lecionou na Universidade de Taubaté (UNITAU) e na Universidade Estadual Paulista (UNESP). Também foi diretor da Organização Guará de Ensino.